# Волейбол на летней Спартакиаде народов СССР 1983 (мужчины)
Волейбольный турнир VIII летней Спартакиады народов СССР был проведён с 9 по 21 июня 1983 года в Москве.

## Система проведения
В турнире приняли участие сборные команды всех 17 союзных республик, Москвы и Ленинграда.
Соревнования состояли из предварительного и финального этапов. На предварительном этапе 17 команд-участниц были разбиты на три группы. По две лучшие команды из групп вышли в финальный этап, где по круговой системе определили итоговые 1—6-е места.
Итоговые 7—12-е и 13—17-е места по круговой системе разыграли команды, занявшие в группах предварительного этапа соответственно 3—4-е и 5—6-е места.

## Итоги

### Положение команд
| 1. Латвийская ССР | 10. Белорусская ССР     |
| 2. Москва         | 11. Молдавская ССР      |
| 3. Украинская ССР | 12. Азербайджанская ССР |
| 4. Ленинград      | 13. Киргизская ССР      |
| 5. РСФСР          | 14. Грузинская ССР      |
| 6. Литовская ССР  | 15. Таджикская ССР      |
| 7. Казахская ССР  | 16. Туркменская ССР     |
| 8. Узбекская ССР  | 17. Армянская ССР       |
| 9. Эстонская ССР  |                         |

### Призёры
Латвийская ССР: Сергей Антипин, Александр Белевич, Сергей Буча, Раймонд Вилде, Юрис Грантиньш, Албертс Екбсонс, Борис Колчин, В. Микелсонс, В. Рубен, Александр Рябов, Павел Селиванов, Р. Эглитис (все — «Радиотехник» Рига). Тренер — Геннадий Паршин.
  Москва: Виктор Лебединцев, Вильяр Лоор, Валерий Лосев, Олег Молибога, Сергей Петрушин, Анатолий Полищук, Александр Савин, Александр Сапега, Александр Чёрный (все — ЦСКА), А. Бедняков, Сергей Молчанов, Владимир Чернышёв (все — МГТУ). Тренер — Валерий Клигер.
  Украинская ССР: Игорь Андриенко, Юрий Горчанюк, Геннадий Иваненко, Юрий Кривец, Александр Смирнов, Пётр Чухраев (все — «Локомотив» Харьков), Владимир Полтавский, Александр Сороколет, Игорь Филиштинский (все — «Политехник» Одесса), Павел Воронков, Юрий Панченко (оба — ЦСКА), Сергей Гура («Локомотив» Киев). Тренер — Леонид Лихно.